# 陰門
陰門（いんもん、英語: vulva、複数形は vulvae/vulvas）とは、雌の外性器のうち体外に露出している部分の総称である。女陰（）。外陰部（がいいんぶ）とも呼ばれる。閉じた状態のことを陰裂と言う。

## 概要
陰門は恥丘・大陰唇・小陰唇・陰核・前庭球・尿道口・膣口から形成され、普段は排尿や月経、性行為のために使われる。自然分娩の場合は、膣口から新生児が排出される。
陰門には多くの解剖学的特徴があり、主に胎児の期間に成長する。膣内は通常、膣分泌液や常在菌（デーデルライン桿菌）の作用で清潔に保たれているが、陰茎より感染に弱く細菌などに汚染されやすい。思春期が始まると陰門に脂肪が貯まり、大陰唇が大きく丸みを帯び始め、小陰唇は大きく厚くなりピンク色となる。後に恥丘・大陰唇の皮下脂肪が多くなり膨隆し、個体差も大きいが大陰唇が黒くなる場合もある。乳房の成長が Tanner の分類で第3または4段階に達した頃から大陰唇に沿って陰毛が発生するが、最初は大陰唇の内側に見られるため足をそろえた仰臥位では見逃されやすい。後に陰毛は周辺にも拡がっていく。

### 語源
中世ラテン語の “volva” または “vulva”（子宮器官・女性生殖器）が変化して出来た。
ラテン語の代替語は “genitalia feminina externa”（女性の生殖器の外側）である。

### 性差違
外性器は胎児の段階からほぼ同じ組織が発達し、雄と雌とで陰門の相当部分は異なっていない。一般的には、このような器官は相同性を持ち同じものであったと考えられている。外陰部の検査は発生生物学の男性器検査に関連している。
陰核亀頭は男性における陰茎亀頭に、陰核海綿体は海綿体に、大陰唇・小陰唇・陰核包皮はそれぞれ陰嚢・陰茎周辺皮膚・陰茎包皮に相当している。バルトリン腺はカウパー腺と相同である。

### 泌尿器として
男性の外性器同様泌尿器としての機能もある。男性器との顕著な差異として、尿道口が生殖孔とは独立して開口しており、尿道に生殖目的の機能が備わっていないことが挙げられる。また、男性の尿道口は陰茎の亀頭に開口するが、女性の尿道口は相同な器官である陰核とは独立しており、尿道口が陰唇内の奥まった箇所にある。
男性に比べて尿道が短いため、尿路感染症のリスクが高く、尿道括約筋が弱いため尿意が切迫しやすいと言われる。とりわけ膀胱容量の小さい未就学の女児では顕著である。
尿道口より手前に大陰唇、小陰唇、陰核等の器官があり、また尿の通り道が陰毛で覆われていることから、男性器に比べて排尿時に残尿が付着しやすい特徴がある。加えて尿道口が凸部になっていないため、残尿を振り落とすことができない。このため、排尿後にトイレットペーパーにより水分を拭き取ることが衛生上必須であり、これを怠ると雑菌が繁殖し、尿路感染症を起こす可能性がある。
残尿を拭き取る際には前から手を入れ、紙をなるべく動かさず、じっくりと押し当てて水分を吸わせるのが正しいとされる。紙を前後に動かすと、小陰唇や陰核に余計な刺激を与え、微細な傷の原因になる他、肛門付近の雑菌を尿道や膣に運んでしまい、感染症のリスクを高めるためである。
トイレのない屋外で排尿した場合など、トイレットペーパーが利用できない場合には、例外的に残尿を拭き取らずそのまま下着を着用する場合がある。この場合、下着を着用する前に臀部を前後または上下に小刻みに振り、残尿を力学的に振り落とすことを試みる場合があるが、男性器と異なりこの方法で除去できる残尿はごく少量であり、尿路感染症のリスクなどを鑑みて衛生上不十分である。そのため、可能な限りティッシュペーパーを持参し、拭き取ることが望ましく、やむを得ず拭かずに済ませた場合は速やかに下着を取り替えることが望ましい。

### 構造
1. 恥丘
2. 陰唇（大陰唇と小陰唇から成る）
3. 前庭球（男性の尿道海綿体に相同）
4. 陰核亀頭および陰核包皮
5. 膣前庭
6. 尿道口
7. 膣口および処女膜

- その他の構造物…バルトリン腺、スキーン腺、傍尿道腺（会陰）